# Danska Frimurarorden

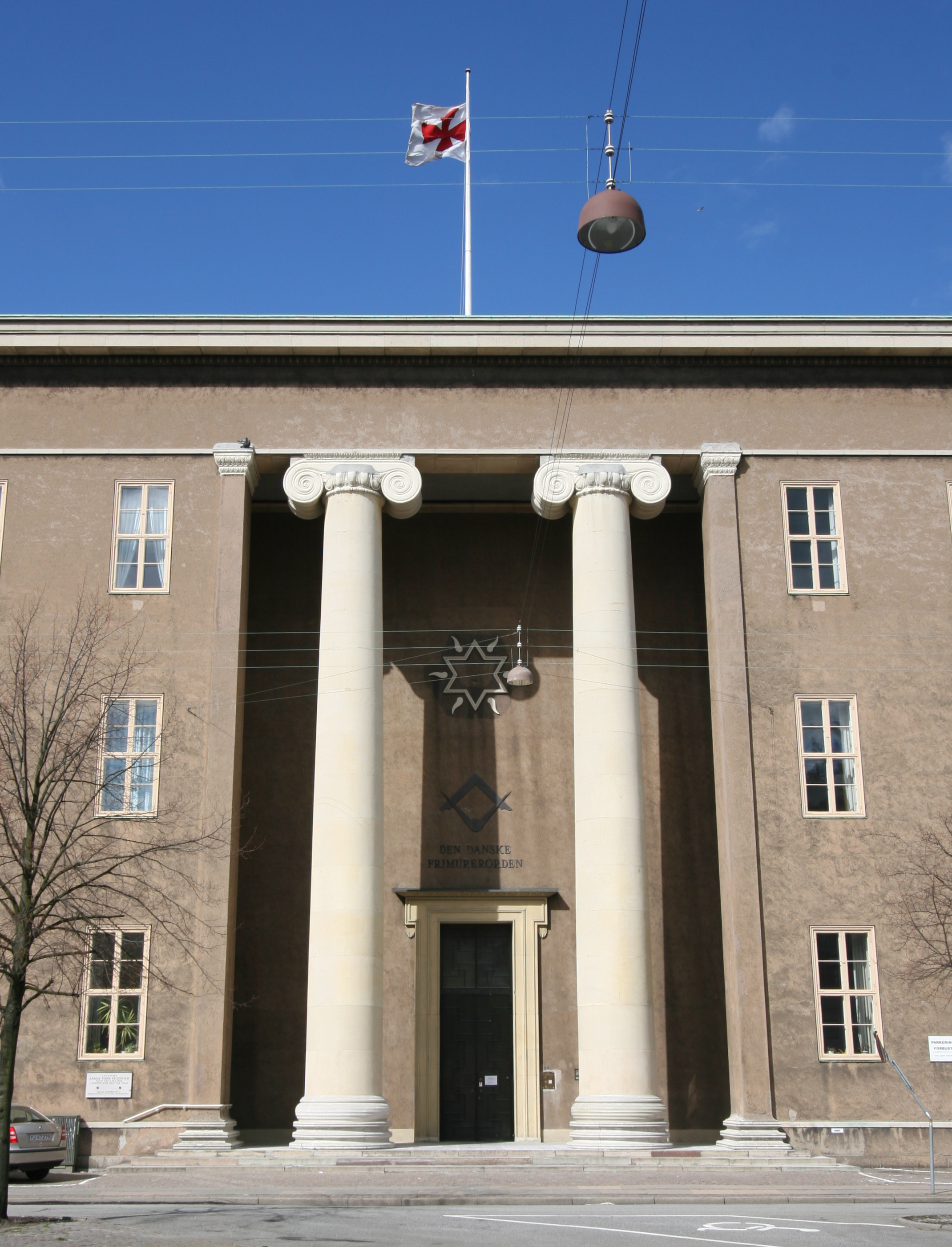
Danska Frimurarordens stamhus, Köpenhamn

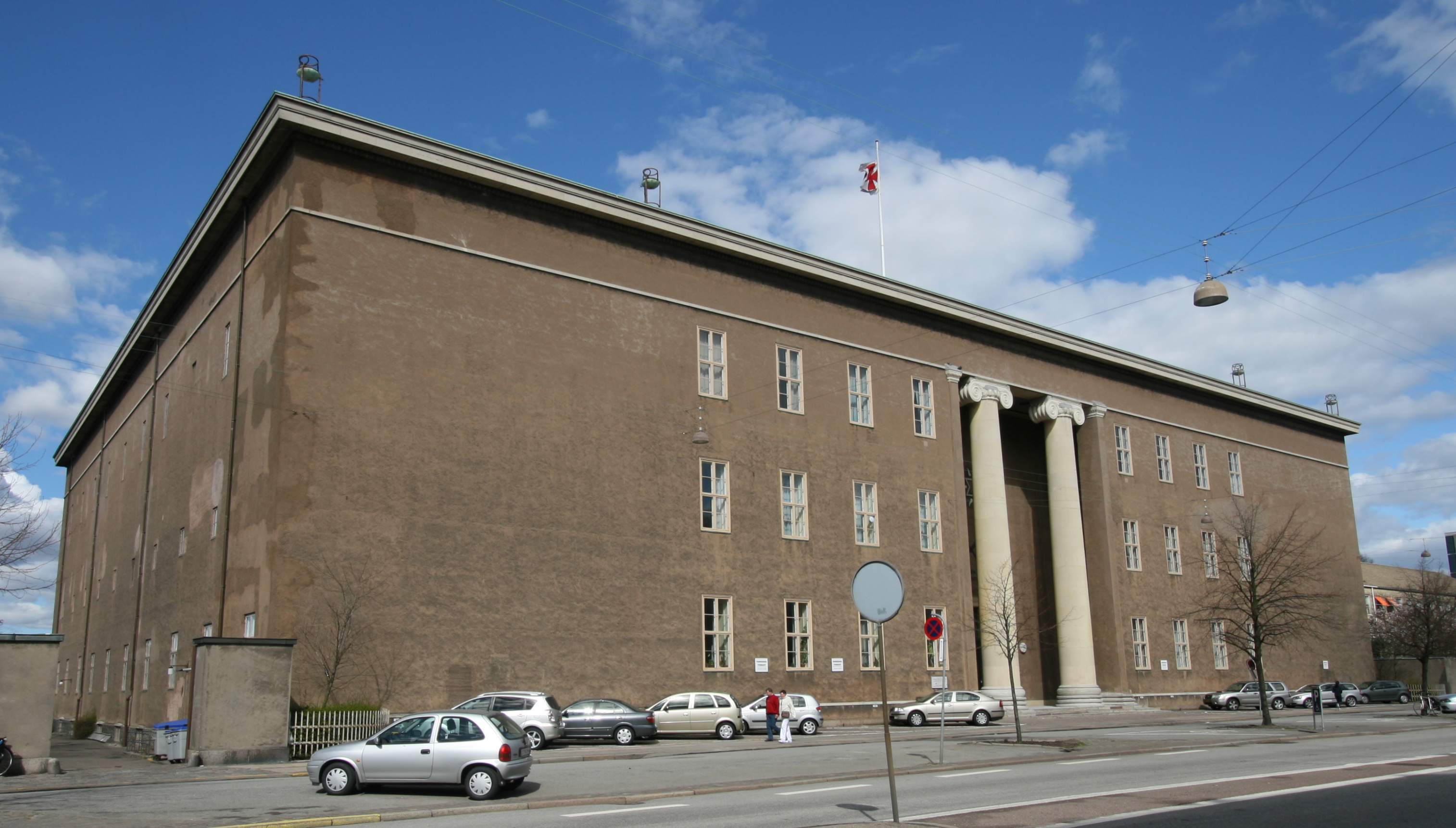
Danska Frimurarordens stamhus, Köpenhamn

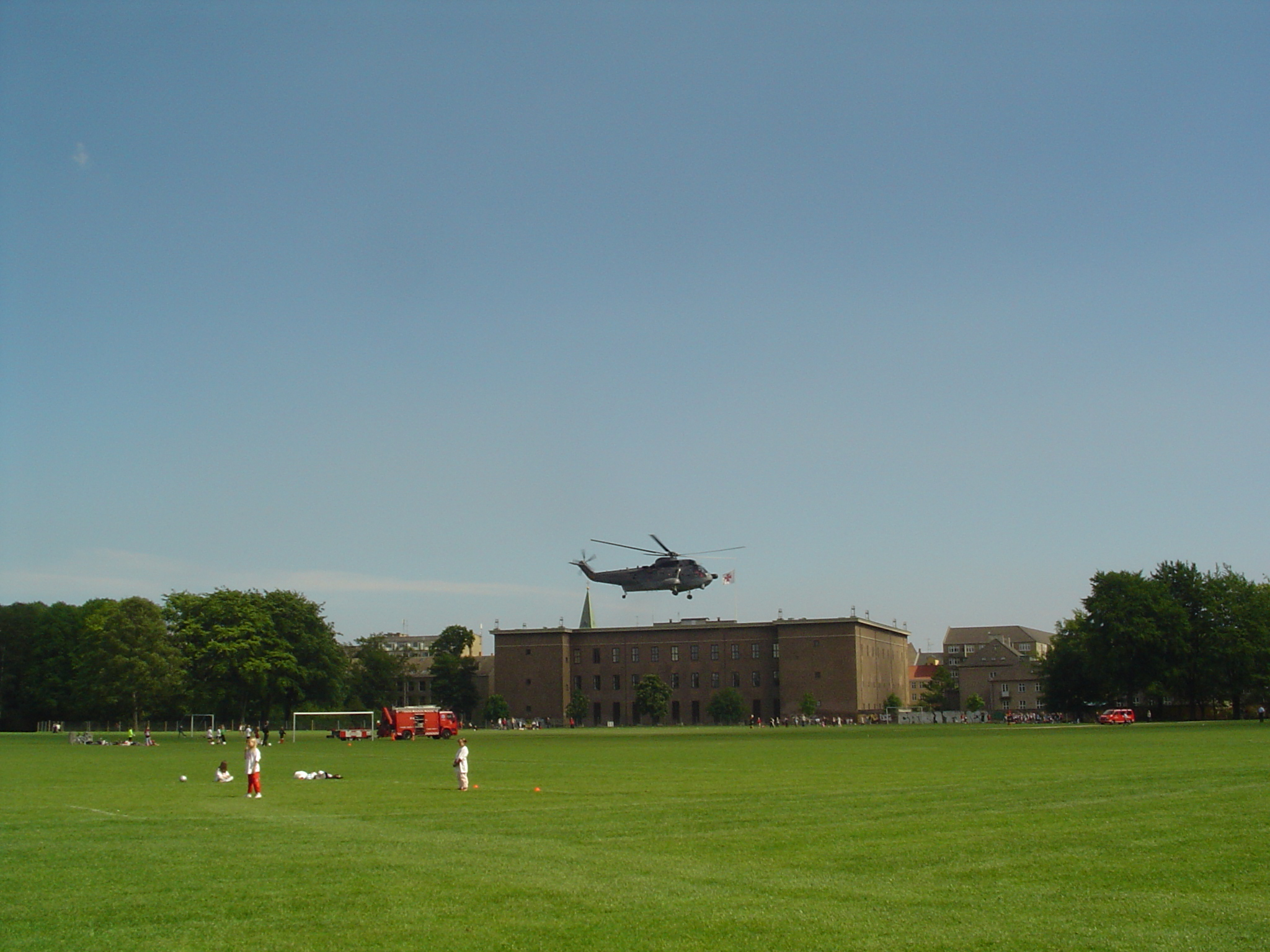
Danska Frimurarordens stamhus, Köpenhamn

I Danska Frimurarorden och de övriga frimurarordnar som arbetar efter det svenska systemet är frimurarkorset en vanligt förekommande symbol.

Danska Frimurarorden (danska: Den Danske Frimurerorden, DDFO) är ett danskt ordenssällskap. Danska Frimurarorden grundades 16 november 1858.

## Inriktning
Danska Frimurarorden arbetar enligt det så kallade svenska systemet och har en kristen inriktning. Den har cirka 7 500 medlemmar (2019). Den är lagligen erkänd.[källa behövs]

## Kända danska frimurare
Några bemärkta personer har varit medlemmar av Danska Frimurarorden, bland andra:
- Fredrik VII av Danmark
- Fredrik VIII av Danmark
- Kristian X av Danmark
- Harald av Danmark
- Carl von Blixen-Finecke
- Peter Vedel
- Troels Frederik Troels-Lund